# Mohamed Magdi Hamza
Mohamed Magdi Hamza Khalif (né le 30 août 1996) est un athlète égyptien, spécialiste du lancer du poids.

## Carrière
Il remporte la médaille d'or en battant le record des championnats et le record africain junior lors des Championnats juniors d'Addis-Abeba en 2015, en 20,66 m, avec un poids de 6 kg. Il a représenté son pays lors des Championnats d'Afrique d'athlétisme 2014 et a remporté la médaille de bronze lors des Championnats du monde jeunesse 2013 à Donetsk. Toujours en 2014, il termine au pied du podium lors des Championnats du monde juniors d'athlétisme 2014 à Eugene.
Le 13 avril 2016, il lance le poids à 20,32 m au Caire.

## Palmarès
| Date | Compétition                          | Lieu         | Résultat | Epreuve | Marque  |
| ---- | ------------------------------------ | ------------ | -------- | ------- | ------- |
| 2013 | Championnats du monde de la jeunesse | Donetsk      | 3e       | Poids   | 20,55 m |
| 2014 | Championnats du monde juniors        | Eugene       | 4e       | Poids   | 19,85 m |
| 2014 | Championnats d'Afrique               | Marrakech    | 4e       | Poids   | 17,64 m |
| 2015 | Championnats d'Afrique juniors       | Addis Abeba  | 1er      | Poids   | 20,66 m |
| 2015 | Championnats panarabes               | Madinat 'Isa | 2e       | Poids   | 18,38 m |
| 2015 | Jeux africains                       | Brazzaville  | 2e       | Poids   | 19,78 m |
| 2016 | Championnats d'Afrique               | Durban       | 6e       | Poids   | 19,00 m |
| 2018 | Championnats d'Afrique               | Asaba        | 2e       | Poids   | 19,33 m |
| 2018 | Coupe continentale                   | Ostrava      | 7e       | Poids   | 19,45 m |
| 2019 | Championnats panarabes               | Le Caire     | 2e       | Poids   | 20,39 m |
| 2019 | Jeux africains                       | Rabat        | 2e       | Poids   | 20,85 m |
| 2021 | Championnats panarabes               | Radès        | 2e       | Poids   | 20,30 m |
| 2022 | Championnats d'Afrique               | Saint-Pierre | 3e       | Poids   | 20,33 m |
| 2022 | Jeux méditerranéens                  | Oran         | 3e       | Poids   | 20,35 m |
| 2024 | Jeux africains                       | Accra        | 3e       | Poids   | 20,29 m |

## Records
| Épreuve         | Marque  | Lieu     | Date         |
| --------------- | ------- | -------- | ------------ |
| Lancer du poids | 21,39 m | El Maadi | 27 mars 2022 |